# Gino D'Antonio
Gino D'Antonio (Milano, 16. ožujka 1927. – Milano, 24. prosinca 2006.) bio je talijanski pisac stripova i umjetnik.
D'Antonio, rođen u Milanu, profesionalno je debitirao 1947. godine, u seriji stripova Jesse James u izdanju Edizioni Della Casa, a od 1951. godine počeo je surađivati s časopisom Il Vittorioso. Godine 1956. započeo je sjajnu suradnju s Fleetway Publications, za koju se specijalizirao za stvaranje ratnih stripova. Njegove su priče objavljene u britanskim publikacijama, uključujući Tell Me Why, Junior Mirror, Junior Express i Eagle.
Godine 1967. D'Antonio je zajedno s Renzom Calegarijem stvorio njegovo najpoznatije djelo, dugotrajnu seriju stripova Storia del West, koja je trajala do 1980. Početkom 1970-ih počeo je surađivati s časopis Il Giornalino, za koji je stvorio brojne strip serije, posebno Susannu, Il soldato Cascella i Uomini senza gloria. Na kraju je 1987. godine postao šef stripa u časopisu.
Preminuo je od moždanog udara u svojoj kući u Milanu 2006.

## Vanjske poveznice
- Gino D'Antonio at Lambiek